# Phrissocystis aculeata
Phrissocystis aculeata is een zee-egel uit de familie Macropneustidae.
De wetenschappelijke naam van de soort werd in 1898 gepubliceerd door Alexander Agassiz.